# Noah Rod
Noah Rod (né le 7 juin 1996 à La Chaux-de-Fonds) est un joueur professionnel suisse de hockey sur glace. Il évolue au poste d'attaquant.

## Biographie

### Carrière en club
Formé au HC Forward Morges, il poursuit son apprentissage à Lausanne puis au Genève-Servette HC. Il débute en senior avec Genève-Servette en LNA en 2013. En 2014, Rod signe son premier contrat professionnel avec Genève, d'une durée de quatre ans. Lors du repêchage d'entrée dans la LNH 2014, il est choisi au deuxième tour, à la cinquante-troisième place au total par les Sharks de San José.
En fin de saison 2016-2017, il part en Amérique du Nord et est assigné au Barracuda de San José, club ferme des Sharks dans la Ligue américaine de hockey.
Pour la saison 2018-2019, il est nommé capitaine de l'équipe de Genève-Servette HC, et plus jeune capitaine du championnat de National League.
En 2023, le GSHC, dont Rod est toujours le capitaine, remporte le championnat de Suisse pour la première fois de son histoire.

### Carrière internationale
Il représente la Suisse au niveau international. Il prend part aux sélections jeunes.
En 2018, sélectionné par Patrick Fischer, l'entraîneur de l'équipe nationale de Suisse, il participe au championnat du monde de hockey sur glace au Danemark où l'équipe finit vice-championne du monde en perdant en finale contre l'équipe de Suède lors des tirs au but. A nouveau sélectionné, il participe au championnat du monde 2019 en Slovaquie.

## Statistiques

### En club
| Saison    | Équipe                 | Ligue        |    | Saison régulière | Saison régulière | Saison régulière | Saison régulière | Saison régulière |   | Séries éliminatoires | Séries éliminatoires | Séries éliminatoires | Séries éliminatoires | Séries éliminatoires |
| Saison    | Équipe                 | Ligue        | PJ | B                | A                | Pts              | Pun              | PJ               | B | A                    | Pts                  | Pun                  |                      |                      |
| 2011-2012 | Genève-Servette HC U20 | Jr. Élites A | 14 | 0                | 1                | 1                | 14               | 8                | 0 | 0                    | 0                    | 10                   |                      |                      |
| 2012-2013 | Genève-Servette HC U20 | Jr. Élites A | 33 | 14               | 17               | 31               | 62               | 6                | 5 | 2                    | 7                    | 34                   |                      |                      |
| 2013-2014 | Genève-Servette HC     | LNA          | 28 | 1                | 2                | 3                | 8                | 12               | 1 | 3                    | 4                    | 4                    |                      |                      |
| 2013-2014 | Genève-Servette HC U20 | Jr. Élites A | 31 | 16               | 21               | 37               | 58               | 2                | 0 | 1                    | 1                    | 29                   |                      |                      |
| 2014-2015 | Genève-Servette HC     | LNA          | 38 | 1                | 3                | 4                | 22               | 10               | 2 | 1                    | 3                    | 6                    |                      |                      |
| 2015-2016 | Genève-Servette HC     | LNA          | 44 | 7                | 9                | 16               | 12               | 6                | 2 | 2                    | 4                    | 4                    |                      |                      |
| 2015-2016 | Genève-Servette HC U20 | Jr. Élites A | 3  | 1                | 6                | 7                | 4                | -                | - | -                    | -                    | -                    |                      |                      |
| 2016-2017 | Genève-Servette HC     | LNA          | 27 | 5                | 9                | 14               | 22               | 4                | 0 | 0                    | 0                    | 2                    |                      |                      |
| 2016-2017 | Barracuda de San José  | LAH          | 2  | 0                | 1                | 1                | 0                | 5                | 0 | 0                    | 0                    | 0                    |                      |                      |
| 2017-2018 | Genève-Servette HC     | LNA          | 25 | 7                | 2                | 9                | 38               | 3                | 1 | 2                    | 3                    | 2                    |                      |                      |
| 2017-2018 | Barracuda de San José  | LAH          | 9  | 1                | 3                | 4                | 2                | -                | - | -                    | -                    | -                    |                      |                      |
| 2018-2019 | Genève-Servette HC     | LNA          | 44 | 11               | 10               | 21               | 30               | 6                | 1 | 4                    | 5                    | 2                    |                      |                      |
| 2019-2020 | Genève-Servette HC     | LNA          | 44 | 14               | 12               | 26               | 57               | -                | - | -                    | -                    | -                    |                      |                      |
| 2020-2021 | Genève-Servette HC     | NL           | 45 | 18               | 9                | 27               | 20               | 10               | 5 | 1                    | 6                    | 4                    |                      |                      |
| 2021-2022 | Genève-Servette HC     | NL           | 27 | 4                | 11               | 15               | 6                | 2                | 1 | 0                    | 1                    | 0                    |                      |                      |
| 2022-2023 | Genève-Servette HC     | NL           | 45 | 11               | 9                | 20               | 22               | 11               | 1 | 0                    | 1                    | 2                    |                      |                      |

### En équipe nationale
| Année | Compétition                          |    | PJ | B | A | Pts | Pun | +/-               |  | Résultat |
| 2014  | Championnat du monde moins de 18 ans | 5  | 2  | 4 | 6 | 22  | +8  | Septième place    |  |          |
| 2015  | Championnat du monde junior          | 6  | 3  | 3 | 6 | 2   | +6  | Neuvième place    |  |          |
| 2016  | Championnat du monde junior          | 6  | 4  | 2 | 6 | 6   | -4  | Neuvième place    |  |          |
| 2018  | Championnat du monde                 | 10 | 0  | 0 | 0 | 4   | -2  | Médaille d'argent |  |          |
| 2019  | Championnat du monde                 | 8  | 0  | 1 | 1 | 2   | 0   | Huitième place    |  |          |
| 2021  | Championnat du monde                 | 5  | 0  | 0 | 0 | 2   | +3  | Sixième place     |  |          |